# برادرکشی

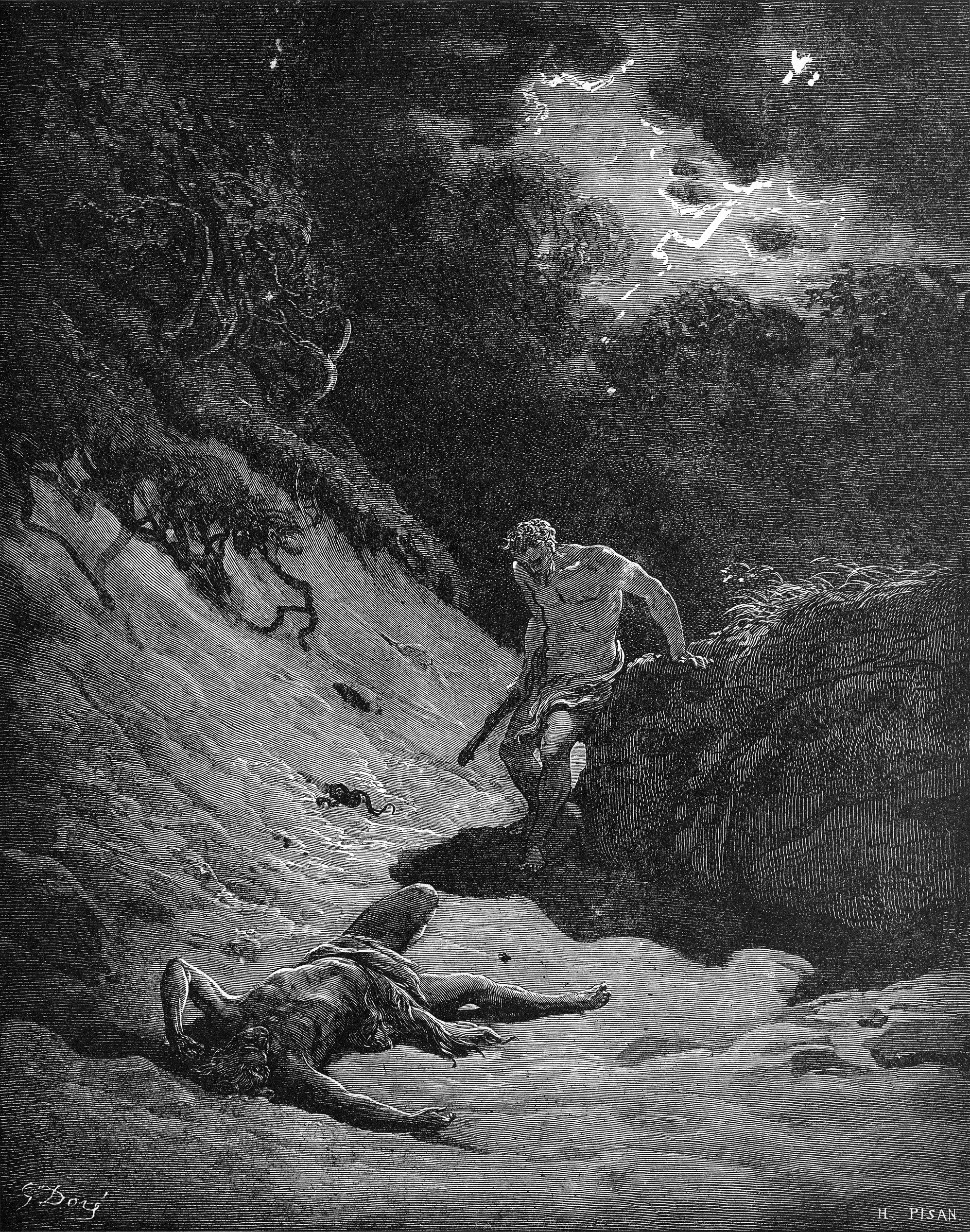
«قابیل، هابیل را می‌کشد»، یک برادرکشی به تصویر درآمده توسط گوستاو دوره.

برادرکشی (انگلیسی: Fratricide) برگرفته از کلمه‌های لاتین برادر (frater) و قاتل (cida) و عملی است که طی آن، یک فرد، به صورت مستقیم یا باواسطه، برادر خود را به قتل می‌رساند. این مفهوم، با مفاهیمی چون خواهرکشی (کشتن خواهر)، کودک‌کشی (کشتن کودکی غیرفامیل)، نوزادکشی (کشتن کودکی زیر یک سال)، فرزندکشی (کشتن فرزند خود)، پدرکشی (کشتن پدر خود)، مادرکشی (کشتن مادر خود)، شوهرکشی (کشتن شوهر خود)، زن‌کشی، (کشتن زن خود) مرتبط است و تمام این‌ها، ذیل خانواده‌کشی قرار می‌گیرند.